# 史蒂夫·里奇

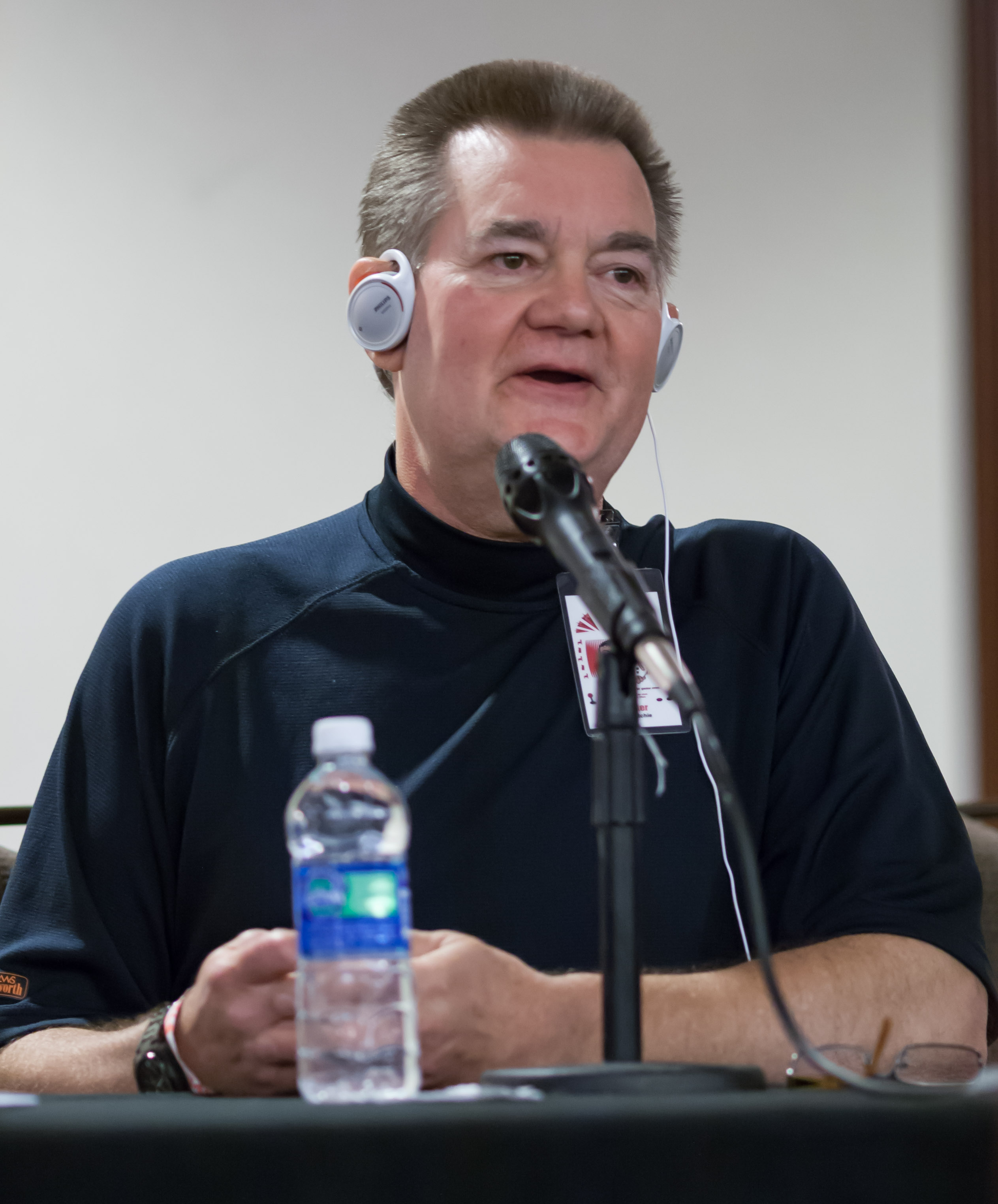
史蒂夫·里奇

史蒂文·斯科特·里奇（Steven Scott Ritchie，1950年2月13日—） 是一位美国彈珠台和电子游戏设计師。 里奇也是真人快打系列中的配音演员，他曾為真人快打II、真人快打3配音。1974年，史蒂夫·里奇加入雅達利並成為該公司第50位員工。